# Пантин, Владимир Игоревич
Владимир Игоревич Пантин (род. 23 апреля 1954, Москва) — советский и российский политолог. Кандидат химических наук, кандидат политических наук, доктор философских наук, профессор. Один из авторов Новой философской энциклопедии.

## Биография
Родился в семье научных сотрудников. Отец — известный философ и политолог Игорь Пантин.
В 1976 году окончил химический факультет МГУ, в 1979 году — аспирантуру там же. Кандидат химических наук (1980), кандидат политических наук (1995), доктор философских наук (1998).
Действительный член Российской Академии политической науки (2008). Лауреат золотой медали Н. Д. Кондратьева 2014 года «за выдающийся вклад в развитие общественных наук».

## Научная карьера
- М. н. с. Московского института народного хозяйства им. Г. В. Плеханова (01.1980 — 09.1982) и Института иммунологии (09.1982 — 09.1985).
- М. н. с., затем с.н.с. Всесоюзного гематологического научного центра (09.1985 — 04.1992).
- С. н. с. Центра социоестественной истории Российского Открытого Университета (04.1992 — 05.1993).
- С. н. с. Института экономики РАН (05.1993 — 09.1997).
- С. н. с., затем в.н.с. ИМЭМО РАН (09.1997 — 2008).

С 2009 г. — главный научный сотрудник, заведующий Отделом внутриполитических процессов Центра сравнительных социально-экономических и социально-политических исследований ИМЭМО РАН, член Учёного совета Института.
Также с 2010 г. является главным научным сотрудником Отдела анализа социокультурных оснований политических процессов Института социологии РАН.
Член редакции журнала «Философские науки».

## Преподавательская деятельность
- Преподаватель Российского Открытого Университета (1992—1993).
- Старший преподаватель Высшей школы экономики (по совместительству) (09.1996 — 01.1997).
- Доцент кафедры политологии МГИМО (по совместительству) (09.1996 — 09.1998).
- Профессор кафедры политической теории МГИМО (09.1998 — 2008), одновременно профессор Высшей школы экономики (2001—2002).
- вёл специальные курсы на факультете глобальных процессов МГУ.

## Научные достижения
Согласно концепции ученого, мировая экономика развивается в точности соответствуя циклам Н. Д. Кондратьева. Пользуясь этой закономерностью, В. И. Пантин в 2004 г. с высокой вероятностью рассчитал возникновение экономического кризиса в 2008 году.
«Внес большой вклад в развитие теории циклов Кондратьева, разбил полный цикл эволюции мировой системы, состоящий из двух циклов Кондратьева, на четыре ступени (фазы): структурный кризис, технологический переворот, великие потрясения, революция мировых рынков».

## Основные работы
С некоторыми работами Пантина В. И. можно ознакомиться на официальном сайте Института социологии РАН (ко многим из них есть полный текст).

### Монографии
- (в соавторстве с Э. С. Кульпиным) Решающий опыт. — М., 1993.
- Циклы и ритмы истории. — Рязань: Аракс, 1996.
- (в соавторстве с Т. Ф. Столяровой) Воспламененная душа: вольные размышления о В. Соловьеве. — М.: РОССПЭН, 2000.
- Циклы и волны глобальной истории. Глобализация в историческом измерении. М.: Новый век, 2003.
- Волны и циклы социального развития: цивилизационная динамика и процессы модернизации. М.: Наука, 2004.
- (в соавторстве с В. В. Лапкиным) Геоэкономическая политика и глобальная политическая история. М.: Олита, 2004.
- (в соавторстве с В. В. Лапкиным) Философия исторического прогнозирования: ритмы истории и перспективы в первой половине XXI века. Дубна: Феникс +, 2006.
- (в соавторстве с В. В. Лапкиным) Политическая модернизация России: циклы, особенности, закономерности. М.: ТИД «Русское слово», 2007.
- Мировые циклы и перспективы России в первой половине XXI века. Основные вызовы и возможные ответы. Дубна: Феникс +, 2009.
- (в соавторстве с В. В. Лапкиным) Историческое прогнозирование в XXI веке: циклы Кондратьева, эволюционные циклы и перспективы мирового развития. Дубна, 2014.
- Циклы и волны истории: Природа, человек, общество, культура. — М.: РОССПЭН, 2023. — 310 с.

### Статьи
- (в соавторстве) Политический курс Ельцина: предварительные итоги // ПолИс, № 3 (1994).
- (в соавторстве) Между авторитаризмом и демократией // ПолИс, № 2 (1995).
- Какой рубеж прошла Россия? // ПолИс, № 1 (1997).
- Второй социально-экологический кризис в России: причины и последствия // Общественные науки и современность, № 2 (2001), с. 115—124.
- Глобальная политическая история и современность // Общественные науки и современность, № 5 (2002), с. 156—167.
- (в соавторстве) Образ России на Западе: диалектика представлений в контексте мирового развития (К постановке проблемы) // ПолИс, № 6 (2006).
- Политическое самоопределение России в современном мире: основные факторы, тенденции, перспективы // ПолИс, № 5 (2007).
- Политическая и цивилизационная самоидентификация современного российского общества в условиях глобализации // ПолИс, № 3 (2008).
- (в соавторстве) Идентичность в системе координат мирового развития // ПолИс, № 3 (2010).
- Самоопределение как ресурс модернизации // НГ — Сценарии, 20.3.2010.
- (в соавторстве) На пороге неспокойного мира: современная эпоха и кризисные 70-е // МЭ и МО, № 6 (2010).
- Дестабилизация мирового порядка и риски развития России (автор нескольких статей). М., 2010.
- Взаимодействие глобальных кризисов и альтернативы развития России // История и современность, № 1 (2011), с. 128—142.
- Циклы реформ-контрреформ в России и их связь с циклами мирового развития // ПолИс, № 6 (2011).
- Историческая роль России между Западом и Востоком // История и современность, № 2 (2012), с. 93-112.
- (в соавторстве) «Великая рецессия» и прогноз развития геополитических конфликтов // Геополитика и безопасность, № 4 (2013)
- (в соавторстве) Technological Innovations and Future Shifts in International Politics // International Studies Quarterly, vol. 58 (2014)
- Период 2017—2025 гг.: перелом в мировом развитии // История и современность, № 1 (2017)

Статьи, написанные в соавторстве с В. В. Лапкиным.
- Русский порядок // ПолИс, № 3 (1997).
- Волны политической модернизации в истории России (К обсуждению гипотезы) // ПолИс, № 2 (1998).
- Геоэкономическая политика: предмет и понятия (К постановке проблемы) // ПолИс, № 4 (1999).
- Ценностные ориентации россиян в 90-е годы // Pro et Contra, Т. 4. № 2 (1999).
- Политические ориентации и политические институты в современной России: проблемы коэволюции // ПолИс, № 6 (1999).
- Ценностные размежевания и социально-политическая дифференциация в современной России // МЭ и МО, № 4 (2000), с. 54-63.
- Образы Запада в сознании постсоветского человека // МЭ и МО, № 7 (2001).
- Эволюционное усложнение политических систем: проблемы методологии и исследования // ПолИс, № 2 (2002).
- Запад в российском общественном мнении до и после 11 сентября 2001 г. // ПолИс, № 6 (2002).
- Поздняя античность и современность: опыт сравнительного политического анализа // ПолИс, № 4 (2003).
- Восприятие западных институтов и ценностей в постсоветском пространстве: опыт Украины и России // ПолИс, № 1 (2004).
- Освоение институтов и ценностей демократии украинским и российским массовым сознанием (Предварительные итоги) // ПолИс, № 1 (2005).
- Ритмы международного развития как фактор политической модернизации России // ПолИс, № 3 (2005).
- Концепция эволюционного усложнения мировой политической системы (Взгляд из России) // ПолИс, № 1 (2006).
- Политические трансформации в России и на Украине в 2004—2006 гг.: причины и возможные последствия // ПолИс, № 1 (2007).
- Динамика образа России и циклы реформ-контрреформ // Неприкосновенный запас, № 1 [51] (2007), с. 55-63.
- Россия и Украина: факторы социально-политической поляризации в сравнительной перспективе // ПолИс, № 2 (2009).
- Север — Юг: Прогноз социально-экономической и политической динамики. Материалы научного семинара «Современные проблемы развития» // МЭ и МО, № 2 (2011), с. 13-20.
- Трансформации политических пространств в условиях перехода к полицентричному миропорядку // ПолИс, № 6 (2018)
- Историческая динамика международной рыночной системы: циклы лидерства, геополитическая экспансия и перспективы трансформации мирового порядка // История и современность, № 1 (2019)